# Pavetta nemoralis
Pavetta nemoralis är en måreväxtart som beskrevs av Cornelis Eliza Bertus Bremekamp. Pavetta nemoralis ingår i släktet Pavetta och familjen måreväxter. Inga underarter finns listade i Catalogue of Life.